# Maschinenfragment
Als Maschinenfragment (englisch Fragment on Machines) wird ein Unterabschnitt des III. Kapitel vom Kapital aus den Grundrissen von Karl Marx mit der Überschrift „[Fixes Kapital und Entwicklung der Produktivkräfte der Gesellschaft]“ bezeichnet. Es geht hier Marx um das allgemeine gesellschaftliche Wissen, das zur unmittelbaren Produktivkraft geworden ist. Der Begriff Maschinenfragment wird in der vom Postoperaismus ausgehenden gegenwärtigen Diskussion um die postfordistische Industriegesellschaft verwendet.
Karl Marx verfolgte in seinem Gesamtwerk an verschiedenen Stellen die Idee, dass die Emanzipation vom Kapitalismus bereits im Kapitalismus und nicht erst danach möglich sei und arbeitete drei Formen der Befreiung von der Arbeit heraus. Die erste Form ist die Befreiung durch die Sozialisierung der Arbeitsmittel, die im Text Maschinenfragment zu finden ist. Marx deutet an, dass die automatisierten Produktionsprozesse die freie Zeit und die Nicht-Arbeitszeit vergrößerte. Während der Anteil der eingesetzten, hochspezialisierten Arbeitskräfte sinkt, wächst der Anteil der Surplus-Bevölkerung. Die zweite Form erfolgte durch die Sozialisierung des Aktienkapitals und lässt sich im: Das Kapital – Kritik der politischen Ökonomie Dritter Band mit dem Titel Die Rolle des Kredits in der kapitalistischen Produktion finden. Die dritte Form ist die Befreiung durch die Sozialisierung der Produktivkräfte, die im Zweiten Abschnitt: Der Zirkulationsprozeß des Kapitals in den Grundrissen beschrieben wird. Mit fortschreitender technologischer Entwicklung der Produktionsmittel und Verkehrsformen (Kommunikation, Bildung, Transport etc.) steigen die Ansprüche an das Humankapital. Intelligente Maschinen werden von intelligenten Menschen gebaut.
In der Konsequenz heißt das, dass Produktivkräfte und Produktionsverhältnisse in einen Widerspruch treten und diese drei Formen der Emanzipation die geschichtliche Dynamik ausmachen. „Die Sozialisierung der arbeitenden Individuen durch Wissen und Wissenschaft würde zur Umwälzung der sozialen Verhältnisse – Rechtsformen, Politik und Religion eingeschlossen – führen.“

## Überblick
1. Die Produktionsmittel durchlaufen Marx zufolge vom einfachen Werkzeug ausgehend »verschiedene Metamorphosen, deren letzte die Maschine oder vielmehr ein automatisches System der Maschinerie (ist)«.
2. Der Mensch wird quasi aus dem Produktionsprozess verdrängt, denn die eigentliche Arbeit verrichten nicht mehr die Arbeiter, sondern die Maschinen. Was für die Menschen zu tun bleibt, ist die Wartung und Aufsicht über die Maschinen.
3. Im Maschinenfragment der Grundrisse der Kritik der politischen Ökonomie (1857–1859) geht Marx davon aus, dass der allgemeine Verstand (general intellect)[8], für den Produktionsprozess immer bedeutsamer wird.
4. Marx drückt es so aus: »Die Entwicklung des capital fixe zeigt an, bis zu welchem Grade das allgemeine gesellschaftliche Wissen, knowledge, zur unmittelbaren Produktivkraft geworden ist und daher die Bedingungen des gesellschaftlichen Lebensprozess selbst unter die Kontrolle des general intellect gekommen und ihm gemäß umgeschaffen sind.«
5. Das Maschinenfragment umreißt das, was wir heute »Humankapital« nennen. Unternehmen greifen auf hoch gebildete Angestellte, Ingenieure, Programmierende, Forschende zurück, um technische Neuerungen zu entwickeln und zu vermarkten.

## Rezeption
Das Maschinenfragment erlangte im Operaismus und Postoperaismus eine besondere Bedeutung. Gemeinsam mit anderen verbreiteten zunächst italienische Theoretiker (u. a. Romano Alquati, Antonio Negri, Raniero Panzieri, Mario Tronti) die Erkenntnisse, die sie in den frühen 1960ern nach der Lektüre der wiederveröffentlichten Grundrisse gewonnen hatten. Als Alternative zum orthodoxen Marxismus fanden die Ideen v. a. in Frankreich starken Anklang. Richard David Precht begründet ein bedingungsloses Grundeinkommen in Freiheit für alle mit Erkenntnissen aus dem Maschinenfragment.

## Weiterführende Literatur
- Christian Lotz (Hrsg.) (2014): Karl Marx: Das Maschinenfragment, Hamburg: Laika Verlag, ISBN 978-3-944233-21-5.
- Karl Marx: Die Deutsche Ideologie, Marx-Engels-Werke (= MEW Bd. 3), Berlin/DDR: Dietz-Verlag 1978, S. 33–34.
- Karl Marx: Das Kapital Band 1, Marx-Engels-Werke (= MEW Bd. 23), Berlin/DDR: Dietz-Verlag 1983, S. 391–407; 508–513.
- Karl Marx: Das Kapital Band 3, Marx-Engels-Werke (= MEW Bd. 25), Berlin/DDR: Dietz-Verlag 1983, S. 451–456.
- Karl Marx: Ökonomisch-philosophische Manuskripte. Marx-Engels-Werke (= MEW Bd. 40, Ergänzungsband, 1. Teil), Berlin/DDR: Dietz-Verlag, 1968, ISBN 978-3-320-00245-9, S. 465–588. DEA Archiv, S. 465–529.
- Karl Marx: Grundrisse der Kritik der Politischen Ökonomie. Marx-Engels-Werke (= MEW Bd. 42), Berlin/DDR: Dietz-Verlag 1983, S. 590–609.
- Paul Mason (2016): Postkapitalismus. Grundrisse einer kommenden Ökonomie, Frankfurt/M.: Suhrkamp (st 4845), ISBN 978-3-518-42539-8.
- Antonio Negri (1984): Marx beyond Marx. Lessons on the Grundrisse (orig. Marx oltre Marx. Quaderno di lavoro sui Grundrisse, Milano 1979), Ed. By J. Fleming, New York, London.
  - auf Deutsch: Über das Kapital hinaus, Berlin 2019: Karl Dietz Verlag, ISBN 978-3-320-02360-7.
- Raniero Panzieri (1974): Über die kapitalistische Anwendung der Maschinerie im Spätkapitalismus, in: C. Pozzoli (Hg.), Spätkapitalismus und Klassenkampf. Eine Auswahl aus den „Quaderni Rossi“, Frankfurt/M.: Europäische Verlagsanstalt.
- Richard David Precht (2022): Freiheit für alle. Das Ende der Arbeit wie wir sie kannten, München: Goldmann Verlag.
- Mario Tronti (1974), Arbeit und Kapital, Frankfurt/M.: Verlag Neue Kritik.